# رايموند جي. إتش سايتس
رايموند جي. إتش سايتس (بالإنجليزية: Raymond G. H. Seitz)‏ هو دبلوماسي أمريكي، ولد في 8 ديسمبر 1940 في هونولولو في الولايات المتحدة.

## وصلات خارجية
- رايموند جي. إتش سايتس على موقع إن إن دي بي (الإنجليزية)